# Cụm nhà hát Esplanade

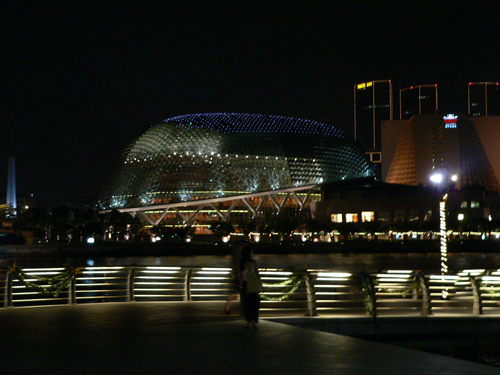
Esplanade về đêm.

Các nhà hát Esplanade (đôi khi được gọi nhà hát trái sầu riêng) là một tổ hợp trung tâm biểu diễn nghệ thuật ở Singapore. Tổ hợp này nằm trên một diện tích 6 ha, nằm bên vịnh Marina. Đây là một tổ hợp các khu biểu diễn nghệ thuật: nhà hát, phòng hòa nhạc, thư viện nghệ thuật, sân khấu, biểu diễn thời trang, studio, nhà hàng. Đơn vị thiết kế tổ hợp này là công ty kiến trúc Michael Wilford & Partners (MWP) có trụ sở tại London cùng công ty kiến trúc của Singapore là DP Architects (DPA). Tổng kinh phí xây dựng tổ hợp này là 600 triệu SGD. Công trình được chính thức khai trương ngày 12 tháng 10 năm 2002.
Kiến trúc bên ngoài của tổ hợp giống như hai đầu micro, tuy nhiên dân địa phương thường gọi nó là "trái sầu riêng" vì bề ngoài của nó được thiết kế trông như vỏ trái sầu riêng. Nhà hát trung tâm của Esplanade có sức chứa 2.000 chỗ, có sân khấu lớn nhất Singapore, phòng hòa nhạc có sức chứa 1.600 chỗ. 